# Microregione di Guaporé
Guaporé è una microregione del Rio Grande do Sul in Brasile, appartenente alla mesoregione di Nordeste Rio-Grandense.
È una suddivisione creata puramente per fini statistici, pertanto non è un'entità politica o amministrativa.

## Comuni
È suddivisa in 21 comuni:
- André da Rocha
- Anta Gorda
- Arvorezinha
- Dois Lajeados
- Guabiju
- Guaporé
- Ilópolis
- Itapuca
- Montauri
- Nova Alvorada
- Nova Araçá
- Nova Bassano
- Nova Prata
- Paraí
- Protásio Alves
- Putinga
- São Jorge
- São Valentim do Sul
- Serafina Corrêa
- União da Serra
- Vista Alegre do Prata